# 日産・S20型エンジン
日産・S20型エンジンは、かつて日産自動車が開発・製造していたガソリンエンジンである。

## 誕生までの経緯
ベースとなったのは、プリンス自動車工業が開発したプロトタイプレーシングカー・R380に搭載されていたレース用GR8型エンジンで、これをベースに再設計を行い、公道で使えるように出力を落としデチューンしたエンジンである。
それまで国内ツーリングカーレースで使われていたS54型スカイラインGTのG7型エンジンは、カウンターフローのSOHCエンジンであったために1965年 - 1966年シーズンはワークスマシンのみクロスフロー（ヘミヘッド）に改造したGR7Bダッシュを搭載した。しかし、1967年のレギュレーション改正で再びG7型への変更を余儀なくされてしまい、性能の低下は否めない状況になった。そのため日産自動車では、次期ツーリングカーレースの主力マシン用として、R380に搭載されていたGR8型をベースにした直列6気筒DOHCエンジンを開発し、1969年にS20型エンジンと命名、スカイラインGT-Rに搭載された。その後、フェアレディZ432/432Rにも搭載されたが、昭和48年排出ガス規制に適合できず、1973年3月をもって製造終了となった。

## スペック
- 冷却方式：水冷[1]
- 動弁機構：4バルブ V型弁配置 DOHC リフタ直駆動式直列6気筒[1]
- 最高出力（グロス）：160[155]PS/7,000rpm [ ]はレギュラーガソリン仕様[注釈 2]
- 最大トルク（グロス）：18.0[17.6]kgf·m/5,600rpm [ ]はレギュラーガソリン仕様
- 燃料：有鉛ハイオクガソリンまたは有鉛レギュラーガソリン
- 燃料供給装置：ミクニ・ソレックスN40PHHツインチョークキャブレター×3
- 点火装置：フルトランジスタ式[1]
- オイル容量：6リットル
- 寸法：810mm×720mm×630mm
- 乾燥重量：199kg

## 搭載車
- スカイライン2000GT-R（PGC10/KPGC10型）
- スカイライン2000GT-R（KPGC110型）
- フェアレディZ432（PS30型）
- フェアレディZ432R（PS30SB型）

## 特徴
一般的な乗用車用のエンジンと比較すると大きく異なる部分、明らかなオーバークオリティと思われる箇所が散見される。これはレースでの使用を前提にした設計であるためで、チューニングを施しても充分な耐久信頼性を求めた結果でもあった。
- ベースになったGR8Bの行程と比較すると0.2mm短い。これはオーバーサイズピストンの使用を考慮したもので、シリンダーボーリングを行っても2リットルを超えないよう、多少の余裕を持たせたためである。
- 設計基礎としたGR8型のカムシャフト室は吸排気別室であるが、S20型では同時期に開発されていたGRX系と同様の吸排気同室となっている。
- カムシャフトの駆動には、1段目ギア駆動、2段目チェーン（ダブルローラー型）駆動の二段階分離式を採用した。これは抵抗が少ないギア駆動をタイミング調整にあまり関わらない一時出力とする事により、チェーン入力ギアの位置をカムシャフトに近づけ極力チェーンを短縮するためで、駆動抵抗と伸び率の低減も実現した。また、チェーンの張り調整は都度テンションギアを適切な位置へ移動・固定して行う。これは、一般的な三日月形スライダーにより自動調整式に伴う駆動抵抗を排除する狙いがある。
- ウォーターポンプで圧送される冷却水はブロック内の水路へは直接導入されず、一度外部のウォーターマニフォールドへ送られ各シリンダーへ個別に分配される。これはレーシングエンジンによく見られる手法で、気筒別の冷却不均衡を排除している。
- 鋳鉄製のシリンダーブロックにはライナーを嵌め込むシリンダー本体がなく、ブロックにシリンダーライナーを直に打込むウェットライナー方式を採用している。これはライナーが冷却水に直接触れることによる高い冷却効果を狙ったものである。
- 標準の点火プラグはNGK・B7ESで、市販乗用車に搭載されるエンジンとしてはかなりの冷え型である。
- クランクシャフトベアリングキャップは、下からだけではなく、左右からもシリンダーブロックと締結する構造になっている。このサイドボルト併用方式はレーシングエンジン独特の方式であり、高回転時におけるクランクシャフトの捻じれを極力抑える効果がある。
- ヘッドボルトの取付本数は同排気量のL20と比較して、2倍である。
- エンジンのオイルフィルターは、当時主流の一体式(スピンオン式)ではなくカートリッジ式であり、交換の際には上下ワッシャーに注意が必要。これを忘れると一部オイルがエレメントを透過できずエンジンを焼きつかせる原因となる。
- クロスフローポートを持つシリンダーヘッドは吸入効率、熱効率がよく軽量なアルミニウム鋳造[1]。ピストンはアルミニウム合金製。エキゾーストマニホールドは排気効率のよいステンレス鋼製の等長[1]。いわゆるタコ足である。
- メンテナンスフリーと高回転域での追従性を高めるために日本初になる三菱製フルトランジスタ・イグナイターを採用。
- 最高出力は街中での扱いやすさを考慮して最大160PSとしたが、カムシャフトを高回転型に交換し、キャブレターをレースオプションであるソレックス44PHHもしくはウエーバー45DCOEに交換するだけで、200PS前後まで簡単にチューンアップできると言われた。さらにKPGC10型のワークスカーでは、燃料供給をルーカス社製の機械式インジェクションに交換しており、最終的には250 - 260PSに達していたという。しかも、常時10,000rpmまで回しても壊れない耐久性を持っていた。
- 通常のエンジンでは、シリンダーヘッドのポートとインテークマニホールドの部分に少なからず段があるが、S20の場合はこの部分も綺麗に研磨をしており、組立も熟練工による手作業で行われていた。そのため1日あたりの生産数はわずか4機に留まり、エンジン単体価格も70万円と非常に高価なものであった。
- 1気筒あたり4バルブのエンジンは、当時の市販車用エンジンとしては珍しいものであった。

## 逸話

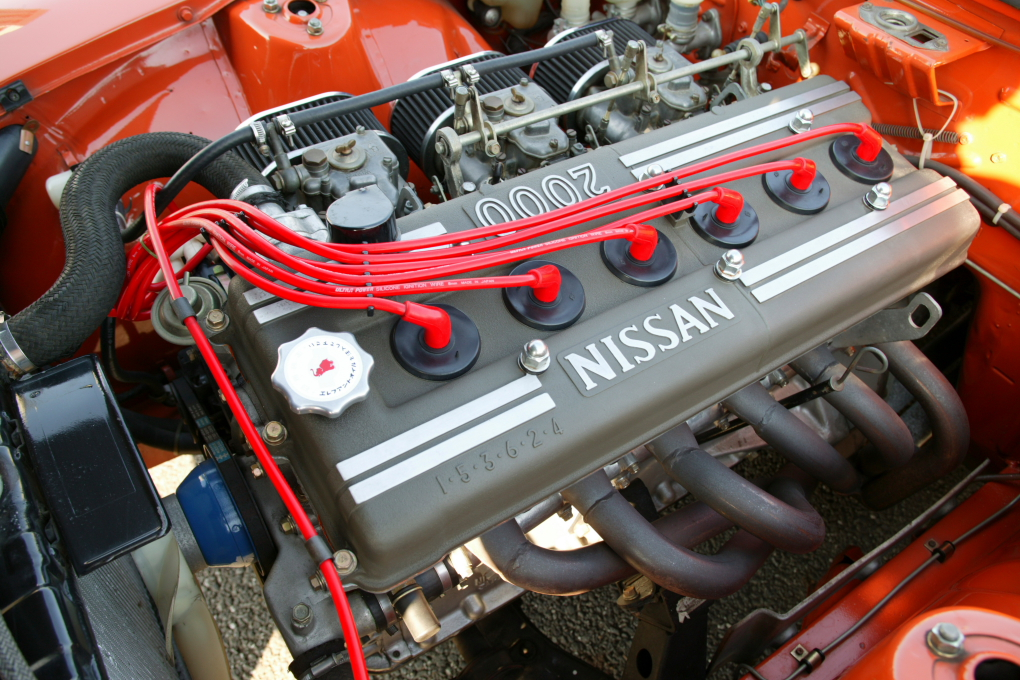
S20型エンジン
（フェアレディZ432搭載）

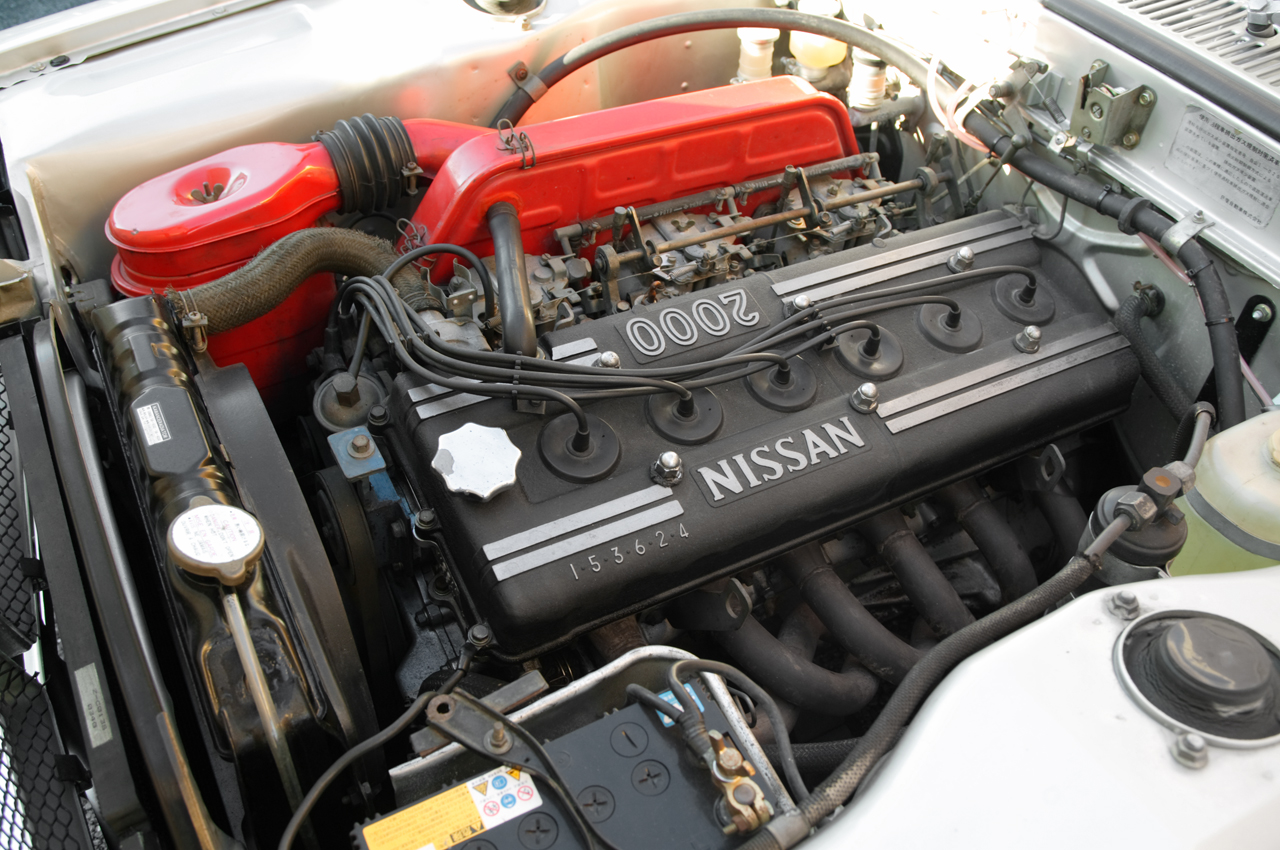
S20型エンジン
（KPGC10型スカイラインGT-R搭載）

- 開発チームは当初、このエンジンをR型と命名しようとした。ところが、1.6リットルクラスのOHV直列4気筒エンジンに使われていたために断念。その結果S型を選んだという。
- シリンダーヘッドは、K・K2 -　K4、 K5型という数種類が存在する。このうち、KとK5は試作品。さらにK3Rというレース専用品も存在する。そのほか現在まで見ても珍しい多球形燃焼室を採用する。ただしこれが仇となり、管理が悪いエンジンの場合はヘッドにクラックの入っている事もある。修理は溶接かヘッドの交換が必要。
- 燃料供給は当初S54型と同じウェーバーのキャブレターを予定していたが、供給体制に問題があり三國工業（現・ミクニ）がソレックスのライセンス生産を行ったことからソレックスを採用した[1]。
- エンジンオイルの容量が6リットルと排気量2.0リットルの直列6気筒エンジンとしては多い。これは潤滑のみならず冷却も兼ねていたためである。
- 排出ガス規制問題のために1973年のKPGC110型スカイラインGT-R（ケンメリ）への搭載で生産終了した。そもそもマツダ・サバンナ相手に苦戦を強いられていたKPGC10型に比べ、100kg以上も重量が増加したKPGC110型でのレース参戦の計画はなく、わずか3か月足らずで終わった市販車の製造・販売も、スカイラインのレーシングイメージを保つためとも、余剰となっていたS20型エンジンの在庫処分ともいわれている。
- スカイラインでの戦績は良く知られるところだが、フェアレディZ432とS20型との組み合わせはホイールベースの違いからGT-Rで使っていた分割構造式のプロペラシャフトの採用ができなかった事での振動の問題やエンジンルームの狭さからGT-Rと同効率の排気システムが使用できないなど相性が悪く現場での評判もよくなかったと言われる。Zはプリンス陣営が「トラックのエンジン」と揶揄したSOHCのL24型を搭載する240Zに移行するや否や一転して成功を収めることとなる。これには、プリンス側が調子の良いエンジンをまずスカイライン勢に与えてきたことも関係しており、このため合併後も残っていた旧プリンスと日産との技術者同士の確執や遺恨が続く理由のひとつともなった[注釈 3]。
- 2000年代の後半になってもかなりのパーツがストックされておりオーバーホールも可能。その費用は150-200万円程度と2ヶ月の時間が必要。日産プリンス東京販売のスポーツコーナーでオーバーホールを行うとエンジンルーム内にそれを証明するプレートが装着される。
- 黒沢元治によると、ホイールベースの問題から分割構造のプロペラシャフトが採用できなかった432のエンジンは振動が激しく、トランスミッションブラケットがねじ切れたという。